# Adobe Dimension
Adobe Dimension ist eine 3D-Rendering- und Design-Software, die von Adobe Systems für MacOS und Windows entwickelt und veröffentlicht wird. Sie ist Teil der Adobe Creative Suite.

## Entwicklung
Adobe Dimension begann am 28. März 2017 als Projekt Felix und wurde am 18. Oktober 2017 zu Dimension umbenannt. Bereits 2007 veröffentlichte Adobe eine Software namens Adobe Dimensions 3.0.

## Unterschiede zu anderer 3D-Grafikssoftware
Im Gegensatz zu anderen Modellingprogrammen wie SketchUp werden Modelle nicht in Dimension erstellt. Stattdessen handelt es sich um einen fotobasierten Mockup-Editor, bei dem Modelle, Fotos und Texturen in einer Software von Drittanbietern erstellt werden müssen, bevor sie in Dimension importiert werden können. In Dimension können Modelle und Bilder zu Anordnungen zusammengestellt werden, bevor sie zu fotorealistischen 2D-Bildern gerendert werden.